# Onychodactylus
Sous-famille
Genre
Synonymes
- Dactylonyx Bonaparte, 1839
- Onychopus Duméril, Bibron & Duméril, 1854
- Geomolge Boulenger, 1886

Onychodactylus est un genre d'urodèles de la famille des Hynobiidae, le seul de la sous-famille des Onychodactylinae.

## Répartition
Les dix espèces de ce genre se rencontrent en Chine, en Corée, au Japon et dans le sud de l'Extrême-Orient russe.

## Liste d'espèces
Selon Amphibian Species of the World (25 septembre 2014) :
- Onychodactylus fischeri (Boulenger, 1886)
- Onychodactylus fuscus Yoshikawa & Matsui, 2014
- Onychodactylus intermedius Yoshikawa & Matsui, 2014
- Onychodactylus japonicus (Houttuyn, 1782)
- Onychodactylus kinneburi Yoshikawa, Matsui, Tanabe, & Okayama, 2013
- Onychodactylus koreanus Min, Poyarkov, & Vieites, 2012
- Onychodactylus nipponoborealis Kuro-o, Poyarkov, & Vieites, 2012
- Onychodactylus tsukubaensis Yoshikawa & Matsui, 2013
- Onychodactylus zhangyapingi Che, Poyarkov, & Yan, 2012
- Onychodactylus zhaoermii Che, Poyarkov, & Yan, 2012

## Publications originales
- Dubois & Raffaëlli, 2012 : A new ergotaxonomy of the order Urodela Duméril, 1805 (Amphibia, Batrachia). Alytes, vol. 28, no 3/4, p. 77–161.
- Tschudi, 1838 : Classification der Batrachier, mit Berucksichtigung der fossilen Thiere dieser Abtheilung der Reptilien, p. 1-99 (texte intégral).